# Vučevica (montagne)
Pour les articles homonymes, voir Vučevica.
La Vučevica (en serbe cyrillique : Вучевица) est une montagne de l'est de la Bosnie-Herzégovine. Elle s'élève à une altitude de 1 491 m. Elle est située dans les Alpes dinariques.
Le mont Vučevica fait partie du groupe du Kovač, dans les montagnes de  Stari Vlah et Raška-Sandžak.